# 56 av. J.-C.
Cette page concerne l'année 56 av. J.-C. du calendrier julien proleptique.

## Événements
- 27 octobre 57 av. J.-C. (1er janvier 698 du calendrier romain) : début à Rome du consulat de Cnaeus Cornelius Lentulus Marcellinus et Lucius Marcius Philippus[1].

- 10 février : le Sénat ordonne la dissolution des Sodalités[2].
- 15 avril : conférence de Luca (Lucques)[3]. Renouvellement du premier triumvirat entre Pompée, Crassus et César. Pompée et Crassus, élus à un second consulat, recevront à leur sortie de charge deux importants gouvernements provinciaux pour cinq ans, l’Espagne et la Syrie, tandis que César sera prolongé dans son gouvernement des Gaules pour une période égale.
- Printemps : campagne de Jules César chez les Vénètes, qui retiennent des délégués romains. Decimus Brutus conduit la flotte. Quintus Titurius Sabinus est envoyé contre les Coriosolites et les Unelles[4].
- Été : pacification de l’Aquitaine par Publius Crassus. Il bat Adiatuanos, roi des Sotiates avec douze cohortes et un gros corps de cavalerie[5].
- Septembre, guerre des Vénètes (date probable) : Jules César détruit la flotte des Vénètes dans le golfe du Morbihan en Armorique. Quintus Titurius Sabinus bat au même moment les Unelles de Viridovix, les Lexoviens et les Aulerques Éburovices à la bataille de Vernix[4].
- Hiver 56-55 av. J.-C. : les Usipiens et les Tenctères viennent s’établir sur la rive gauche du Rhin[6].

- Aristobule II et son fils Antigone, échappés de Rome, tentent de soulever la Judée mais sont battus par les Romains et renvoyés prisonniers à Rome. En 55 av. J.-C., son autre fils Alexandre tente une nouvelle révolte, vite réprimée par le gouverneur de Syrie Gabinius[7].

## Naissances
- Varron, général et consul romain.

## Décès
- Marcus Terentius Varro Lucullus, général et consul romain.